# 山野辺義堅
山野辺 義堅（やまのべ よしかた）は、江戸時代前期の水戸藩家老。

## 生涯
元和元年（1615年）、山野辺義忠の次男として山野辺城にて生まれる。最上騒動で最上家が改易されたため、元和7年（1621年）父義忠・兄義致、近臣らとともに岡山に幽閉される。のちに寛永10年（1633年）、父らが許されるとともに徳川頼房に召し抱えられ、水戸藩に仕える。その際、19歳で父の本禄1万石のうち1千石を分知され、小姓頭に準じられた。寛永12年（1635年）、書院番頭。寛永16年（1639年）、大番頭。明暦2年（1656年）、兄義致が没したため嫡子となり、禄3千石。翌年3月に家老となった。寛文元年（1661年）、主君頼房の娘利津姫を娶る。寛文2年（1662年）、従五位下に叙され、土佐守を称す。寛文3年（1663年）4月には霊元天皇即位に際し、京に使者として赴き、同9月父の隠居にともない家督相続する。禄1万石。世襲後6年、寛文9年（1669年）没。享年55。
子女はなく、熊本藩細川家の家老楯岡忠直の子の義清を妹・岩の婿に迎えて養子とした。忠直の父・楯岡光直は最上家出身で山野辺義忠の叔父であり、義清は義堅兄妹の又従兄弟にあたる。
ちなみに『水府系纂』第45巻には、義堅の正室が安島七郎衛門信久なる者を水戸藩士として推挙したとある。後にこの子孫から幕末の水戸藩家老安島帯刀が出る。

## 水戸黄門における山野辺兵庫
TBSテレビで長らく放送していた『水戸黄門』に登場する国家老山野辺兵庫は、水戸光圀と同年代か数歳年下の設定とされており、年代的にいえば義堅が設定に近い。ただし、義堅は光圀の隠居前に没しており、年齢も厳密には義堅の方が10歳以上年上である（次代の義清は光圀の28歳年下）。さらに、義堅は「兵庫」もしくは「兵庫頭」と名乗った記録はない。「山野辺兵庫」という通称では、幕末の義観（徳川斉昭に仕えた家老）が最も知られている（若年時の通称が兵庫、従五位下叙位後に兵庫頭と名乗る）。
- 『水戸黄門』（第7部 - 第13部、1976年 - 1983年）演：大友柳太朗
- 『水戸黄門』（第19部 - 第25部、1989年 - 1996年）演：高松英郎
- 『水戸黄門』（第31部 - 第35部、2002年 - 2005年）演：丹波哲郎
- 『水戸黄門』（第39部 - 第40部、2008年 - 2009年）演：長門裕之